# Refrigeração a ar
Exemplar de um cilindro de motor refrigerado a ar onde as aletas são essenciais para a correta dissipação térmica.
Refrigeração a ar é um sistema de arrefecimento baseado na colocação das partes mecânicas no fluxo de ar gerado pelo movimento do veículo, aproveitando os aspectos aerodinâmicos. 

## Características
Frequentemente, no caso de motores refrigerados a ar, estes são dotados de aletas ou nervuras que aumentam a superfície metálica em contacto com o ar e desse modo auxiliam a dissipação térmica. As vantagens são a simplicidade por comparação com sistemas de refrigeração líquida (água ou óleo ou ambos) que exigem radiadores, condutas, vasos de expansão, termostato, etc. As desvantagens são não se obter arrefecimento com o veículo parado e maiores dilatações das peças mecânicas por aquecimento, provocando ciclos de expansão/contração mais severos, que podem acelerar a fadiga do metal.